# The Drifting Pioneers
The Drifting Pioneers war eine US-amerikanische Country-Gruppe, die während der späten 1930er Jahre und frühen 1940er Jahre im mittleren Westen der USA äußerst populär waren. Sie bestritten zahlreiche Radioauftritte, unter anderem im WCOP Hayloft Jamboree und der Louisiana Hayride.

## Karriere
Die Drifting Pioneers starteten ihre Karriere in den mittleren 1930er Jahren, indem sie mit Vaudevilles herumreisten. Neben Walter und Bill Brown und Morris Marlin spielte Merle Travis ebenfalls in der Gruppe. Travis sollte später zu einem bekannten Komponisten und Erfinder der ersten E-Gitarre werden. Bald traten die Drifting Pioneers in einem kleinen Radiosender in Illinois auf, es folgten Auftritte in bekannteren Radioshows, wie dem  Hayloft Jamboree. Während eines Auftrittes in dieser Radioshow lernte die Band die noch junge Sängerin Judy Dell kennen. Dell wurde, wie der später eingestiegene nur unter dem Namen Denny bekannte Komödiant, festes Mitglied der Band und übernahm Teile des Gesangs.
Bis 1942 traten die Drifting Pioneers erfolgreich auf, danach ließ ihre Popularität stetig nach und die Bandmitglieder beschäftigten sich immer mehr mit ihrer Solokarriere, die aber nur Merle Travis erfolgreich weiterführte. In den frühen 1950er Jahren wurden sie von dem aufkommenden Rock ’n’ Roll vollkommen verdrängt.